# Apprompronou
Apprompronou est une localité de l'est de la Côte d'Ivoire et appartenant au département d'Abengourou, Région du Moyen-Comoé.
La localité d'Apprompronou est un chef-lieu de commune.